# Henri Herbert
Henri Herbert (* 13. Februar 1985 in Harfleur) ist ein französischer Pianist, Sänger und Songwriter, der sich auf Boogie-Woogie, Blues und verwandte Genres spezialisiert hat.

## Leben
Henri Herbert wurde in Frankreich als Sohn eines klassischen Gitarristen geboren und wuchs bis zum Alter von drei Jahren in Montivilliers in der Normandie, danach in Clacton-on-Sea in Essex auf. Seine ersten Versuche auf dem Klavier machte er im Alter von etwa fünf Jahren. Autodidaktisch brachte er sich das Klavierspiel mithilfe alter Schallplatten, vorzugsweise Blues-Aufnahmen, bei. Seine musikalischen Vorbilder waren in seiner Jugendzeit unter anderem Jerry Lee Lewis und Albert Ammons; in das Genre des Boogie-Woogie führte ihn vor allem Big John Carter ein.
Herbert entwickelte sich zunächst zum gesuchten Sideman und spielte in seiner Londoner Zeit mit zahlreichen Gruppen. Er arbeitete unter anderem mit Bryan Adams, Isabella Summers, Jim Sclavunos und Slim Jim Phantom zusammen. Von 2011 bis zu deren Auflösung 2014 war er Pianist bei der britischen Jim Jones Revue; zeitweise gehörte er der Rock'n'Roll Society an, die sich aus den Stargazers Danny Brittain, Peter Davenport, Tim Purkess und Jim Russell gebildet hatte, denen sich der Saxophonist Aaron Liddard und als Pianist Henri Herbert hinzugesellt hatten.
Später konzentrierte er sich mehr auf seine Solistenkarriere. Er nahm das Musikvideo Henri’s Boogie und als erstes Soloalbum Boogie Woogie Piano auf. Debütiert hatte er 2015 mit dem EP Wired, auf das You Say folgen sollte, ferner eine Live-Session bei der BBC und am Ende des Jahres 2015 ein Auftritt in Irland mit The Strypes.
Herbert wurde durch einige sehr erfolgreiche YouTube-Videos bekannt, sieht aber neben den Vorteilen, die diese Publikationsplattform für Künstler mit sich bringt, das Internet auch durchaus kritisch.
2022 kam sein Album Boogie Till I Die heraus.
Henri Herbert lebt seit etwa 2019 in Austin (Texas) und geht häufig auf Tournee. Nach dem unerwarteten Tod seines Freundes und Mentors Big John Carter im Mai 2024 kündigte er an, bei seinen nächsten Auftritten jeweils „tributes to Big John Carter“ einzufügen.
Seit 2023 besitzt Herbert eine Green Card.
2025 veröffentlichte er seine erste Vocal Single mit Band.